# 原市中
原市中（はらいちなか）は、埼玉県上尾市の町名。関連町丁である原市北（はらいちきた）についても扱う。現行行政地名は原市中一丁目・原市中三丁目および原市北一丁目。住居表示未実施地区。郵便番号は原市中が362-0023、原市北が362-0026。
市の統計などでは原市地区で分類されている。区画整理により成立した新しい地名である。 

## 地理
埼玉県の中央地域（県央地域）で、上尾市南東部の主に大宮台地上に位置する。原市中一丁目と三丁目は隣接しておらず、飛地のようになっている。なお、原市中二丁目は存在しない。原市中一丁目のみ北部で原市北一丁目と隣接する以外は大字原市のみと隣接している。原市北一丁目も南部で原市中一丁目と隣接する以外は大字原市のみと隣接している。
地区内は全域が市街化区域（主に第一種住居地域や第二種住居地域）に指定され、全体的には区画整理された住宅地が広がり住宅が建ち並ぶ。街区表示板が地区内に設置されているが、住居表示は実施されていない。
原市北の面積は0.0851 km2でこの数字は上尾市の町・字では壱丁目西に次いで2番目に狭い。原市中の面積も0.1023 km2で壱丁目北に次いで4番目に狭い。

### 地価
住宅地の地価は、2021年（令和3年）1月1日の公示地価によれば、原市北1丁目22番2の地点で102,000円/m2となっている。

## 歴史
- 1988年（昭和63年）3月11日 - 原市北部第二土地区画整理事業の都市計画決定[10]。
- 1995年（平成7年）8月9日 - 原市北部第一土地区画整理事業が完成。大字原市の小字四番耕地の北半分を原市中三丁目に地番変更[11][10]。
- 2009年（平成21年）9月19日 - 原市北部第二土地区画整理事業の一部（ニューシャトル 沼南駅周辺）が完成。大字原市の小字九番耕地、拾番耕地の各一部を原市中一丁目に地番変更[12]。 また、大字原市の字九番耕地、拾番耕地、拾壱番耕地、拾弐番耕地の各一部を原市北一丁目に地番変更。
- 2010年（平成22年）9月29日 - 原市北部第二土地区画整理事業の竣功記念碑が沼南駅前交通広場に設立され、その除幕式が挙行された[13]。

## 世帯数と人口
2019年（平成31年）1月1日現在（上尾市発表）の世帯数と人口は以下の通りである。
| 丁目         | 世帯数  | 人口  |
| ------------ | ------- | ----- |
| 原市中一丁目 | 73世帯  | 143人 |
| 原市中三丁目 | 189世帯 | 367人 |
| 計           | 262世帯 | 510人 |

| 丁目         | 世帯数  | 人口  |
| ------------ | ------- | ----- |
| 原市北一丁目 | 295世帯 | 755人 |

## 小・中学校の学区
市立小・中学校に通う場合、学区（校区）は以下の通りとなる。
| 丁目         | 番地 | 小学校             | 中学校             |
| ------------ | ---- | ------------------ | ------------------ |
| 原市中一丁目 | 全域 | 上尾市立原市小学校 | 上尾市立原市中学校 |
| 原市中三丁目 | 全域 | 上尾市立原市小学校 | 上尾市立原市中学校 |
| 原市北一丁目 | 全域 | 上尾市立原市小学校 | 上尾市立原市中学校 |

## 事業所
2021年（令和3年）現在の経済センサス調査による事業所数と従業員数は以下の通りである。
| 丁目         | 事業所数 | 従業員数 |
| ------------ | -------- | -------- |
| 原市中一丁目 | 12事業所 | 176人    |
| 原市中二丁目 | 6事業所  | 81人     |
| 計           | 18事業所 | 257人    |

| 丁目         | 事業所数 | 従業員数 |
| ------------ | -------- | -------- |
| 原市北一丁目 | 12事業所 | 88人     |

## 交通
地域内を埼玉新都市交通ニューシャトルが通る。最寄り駅は原市駅（原市中三丁目）もしくは沼南駅（原市中一丁目・原市北一丁目）である。また、東北新幹線・上越新幹線が地域内を通過する。

### 道路
- 埼玉県道5号さいたま菖蒲線（第二産業道路）
- 沼南駅停車場線[13]
- 原市平塚線

### バス
上尾駅から東大宮駅方面への路線バスが運行されている。
朝日自動車
原市中地区内には「下新町」、「沼南駅前」バス停留所が設置されている。また、原市北地区内には「沼南駅前」バス停留所が設置されている。
上尾市コミュニティバス「ぐるっとくん」
- 原市瓦葺線
- 原市平塚循環

原市中地区内には「原市駅」、「原市六区北」、「沼南駅」バス停留所が設置されている。原市北地区内にはバス停留所は設置されていない。

## 施設
原市中
- 沼南駅前広場
- 原市駅前公園
- 稲荷公園 - 指定緊急避難場所（地震・洪水）に指定[18]。
- 原市中調整池
- 佐四郎稲荷神社 - 単に稲荷神社とも。新幹線の敷地に掛かったため現在地に移転されている[19]。

原市北
- 原市二区集会所
- 長久寺